# Stefano Conti
Stefano de Conti (zm. 8 grudnia 1254) – włoski duchowny, bratanek papieża Innocentego III, który w 1216 roku wyniósł go do godności kardynalskiej. Jego nazwisko niekiedy błędnie jest podawane jako de Normandis dei Conti, co wynika przypuszczalnie z faktu, że pobierał dochody z kilku beneficjów w Normandii i Anglii.
Jako kardynał sygnował bulle papieskie między 21 marca 1216 a 7 września 1254. Od 1229 roku był archiprezbiterem bazyliki watykańskiej. W latach 1244–51 piastował urząd wikariusza papieskiego w Rzymie. Zmarł w trakcie sediswakancji po śmierci Innocentego IV.